# Montrose (Mississippi)
Pour les articles homonymes, voir Montrose.
La ville américaine de Montrose est située dans le comté de Jasper, dans l’État du Mississippi. Lors du recensement de 2000, sa population s’élevait à 127 habitants.

## Source
- (en) Cet article est partiellement ou en totalité issu de l’article de Wikipédia en anglais intitulé « Montrose, Mississippi » (voir la liste des auteurs).